# ناروک
ناروک (به انگلیسی: Narok) شهری در استان ریفت والی واقع در کشور کنیا است که در سال ۱۹۹۹ میلادی ۲۴٫۰۹۱ نفر جمعیت داشته و جمعیت آن در سال ۲۰۰۵ میلادی به ۳۵٫۵۹۱ نفر رسیده‌است.شهر ناروک از پایتخت کنیا، نایروبی، حدود 140 تا 150 کیلومتر فاصله دارد.